# Озёрский район (Калининградская область)
Озёрский райо́н — административно-территориальная единица (административный район) в Калининградской области России. В границах района до 1 января 2022 года был образован Озёрский городской округ, с 1 января 2022 года Озёрский муниципальный округ.
Административный центр — город Озёрск.

## География
Расположен на юге Калининградской области, граничит с Польшей. Площадь района — 877, 44 км².
Облесённость территории составляет 12,3 %. Полезные ископаемые: каменная соль, песчано-гравийные смеси, торф, сапропель, нефть.

## Население
| 1959    | 1970    | 1979    | 1989    | 2002    | 2007    | 2008    | 2009    | 2010    |
| ------- | ------- | ------- | ------- | ------- | ------- | ------- | ------- | ------- |
| 19 111  | ↘16 404 | ↗16 611 | ↘16 089 | ↗17 239 | ↘16 282 | ↘16 186 | ↘16 149 | ↘15 316 |
| 2011    | 2012    | 2013    | 2014    | 2015    | 2016    | 2017    | 2018    | 2019    |
| ↘15 308 | ↘15 216 | ↘14 986 | ↘14 716 | ↘14 438 | ↘14 269 | ↘14 051 | ↘13 745 | ↘13 384 |
| 2020    | 2021    | 2023    |         |         |         |         |         |         |
| ↘13 245 | ↘12 664 | ↗12 673 |         |         |         |         |         |         |

Национальный состав
По итогам переписи населения 2020 года проживали следующие национальности (национальности менее 0,1 % и другое, см. в сноске к строке «Другие»):
| Национальность | Численность, чел. | Доля     |
| -------------- | ----------------- | -------- |
| Русские        | 10 114            | 79,86 %  |
| Армяне         | 649               | 5,12 %   |
| Немцы          | 192               | 1,52 %   |
| Белорусы       | 186               | 1,47 %   |
| Украинцы       | 172               | 1,36 %   |
| Поляки         | 112               | 0,88 %   |
| Литовцы        | 62                | 0,49 %   |
| Лезгины        | 32                | 0,25 %   |
| Татары         | 32                | 0,25 %   |
| Таджики        | 30                | 0,24 %   |
| Езиды          | 24                | 0,19 %   |
| Мордва         | 24                | 0,19 %   |
| Чеченцы        | 21                | 0,17 %   |
| Корейцы        | 14                | 0,11 %   |
| Молдаване      | 13                | 0,10 %   |
| Другие         | 987               | 7,80 %   |
| Итого          | 12 664            | 100,00 % |

## История
Современный Озёрский район (муниципальный округ) полностью расположен на частях территорий исторических областей древней Пруссии Бартия (западная часть) и Надровия (восточная часть).
Район образован 7 апреля 1946 года как Даркеменский в составе Кёнигсбергской области. 7 сентября 1946 года переименован в Озёрский район Калининградской области. Город Озёрск был отнесён к категории городов районного подчинения.
Указами Президиума Верховного Совета РСФСР от 17 июня и 25 июля 1947 года в районе были образованы следующие сельсоветы:
- Гавриловский,
- Багратионовский,
- Некрасовский,
- Новостроевский,
- Олеховский,
- Отрадновский,
- Псковский,
- Садовский,
- Чистопольский.

Указом Президиума Верховного Совета РСФСР от 16 июня 1954 года Псковский сельсовет присоединён к Гавриловскому сельсовету, Олеховский и Новостроевский — к Багратионовскому.
Указом Президиума Верховного Совета РСФСР от 1 февраля 1963 года «Об укрупнении районов Калининградской области» к Озёрскому району был присоединен Черняховский, вновь выделенный 12 января 1965 года.
При укрупнением районов Калининградской области решением облисполкома от 12 декабря 1962 года № 591 в состав Озёрского района включены входившие ранее в состав Черняховского района Бережковский, Маёвский, Загорский, Калужский, Каменский, Краснополянский, Свободненский сельсоветы, возвращёные в состав Черняховского района решением облисполкома от 12 января 1965 года № 6.
Решением облисполкома от 9 января 1963 года № 3 Отрадновский сельсовет переименован во Львовский.
В 2004 году муниципальный район был преобразован в городской округ.
В 2008 году городской округ был преобразован в муниципальный район.
В 2014 году муниципальный район был снова преобразован в городской округ.
В 2022 году городской округ был преобразован в муниципальный округ.

### Муниципальное устройство
С 2008 по 2014 года в составе муниципального района были одно городское и три сельских поселения. В 2014 году они были упразднены.
| № | Городское и сельские поселения    | Административный центр | Количество населённых пунктов | Население | Площадь, км2 |
| - | --------------------------------- | ---------------------- | ----------------------------- | --------- | ------------ |
| 1 | Озёрское городское поселение      | город Озёрск           | 2                             | 4553      |              |
| 2 | Гавриловское сельское поселение   | посёлок Яблоновка      | 30                            | 2706      |              |
| 3 | Красноярское сельское поселение   | посёлок Красноярское   | 31                            | 3541      |              |
| 4 | Новостроевское сельское поселение | посёлок Новостроево    | 39                            | 3916      |              |

## Административное деление
В состав Озёрского административного района в 2010—2019 гг. входили:
- 3 сельские округа
  - Гавриловский,
  - Красноярский,
  - Новостроевский;
- 1 город районного значения
  - Озёрск

## Населённые пункты
В Озёрский район/муниципальный округ входит 101 населённый пункт
| №   | Населённый пункт | Тип                           | Население |
| --- | ---------------- | ----------------------------- | --------- |
| 1   | Абелино          | посёлок                       | ↗37       |
| 2   | Аблучье          | посёлок                       | ↘94       |
| 3   | Алешкино         | посёлок                       | ↘7        |
| 4   | Антоновка        | посёлок                       | ↘32       |
| 5   | Багратионово     | посёлок                       | ↘296      |
| 6   | Белабино         | посёлок                       | ↘51       |
| 7   | Белинское        | посёлок                       | ↘39       |
| 8   | Богданово        | посёлок                       | ↘27       |
| 9   | Борок            | посёлок                       | ↗78       |
| 10  | Боткино          | посёлок                       | →16       |
| 11  | Валдайское       | посёлок                       | ↘9        |
| 12  | Васильевка       | посёлок                       | ↘9        |
| 13  | Вольное          | посёлок                       | ↘111      |
| 14  | Гаврилово        | посёлок                       | ↘385      |
| 15  | Демидовка        | посёлок                       | ↘30       |
| 16  | Донское          | посёлок                       | ↘27       |
| 17  | Дубрава          | посёлок                       | →95       |
| 18  | Дубровка         | посёлок                       | ↘16       |
| 19  | Жигулево         | посёлок                       | ↘7        |
| 20  | Жучково          | посёлок                       | ↘74       |
| 21  | Задорожье        | посёлок                       | ↗54       |
| 22  | Замостье         | посёлок                       | ↘65       |
| 23  | Заозёрное        | посёлок                       | ↘139      |
| 24  | Заполье          | посёлок                       | ↘8        |
| 25  | Зверево          | посёлок                       | ↘2        |
| 26  | Кадымка          | посёлок                       | ↗183      |
| 27  | Камаричи         | посёлок                       | ↗31       |
| 28  | Карамышево       | посёлок                       | ↗489      |
| 29  | Карповка         | посёлок                       | ↘65       |
| 30  | Климовка         | посёлок                       | ↘14       |
| 31  | Колхозное        | посёлок                       | →25       |
| 32  | Кольцово         | посёлок                       | ↘14       |
| 33  | Конево           | посёлок                       | ↗38       |
| 34  | Константиновка   | посёлок                       | ↘84       |
| 35  | Красноярское     | посёлок                       | ↘575      |
| 36  | Красный Бор      | посёлок                       | ↘0        |
| 37  | Кругловка        | посёлок                       | ↗45       |
| 38  | Крушинино        | посёлок                       | ↘61       |
| 39  | Кузьмино         | посёлок                       | ↘28       |
| 40  | Кутузово         | посёлок                       | ↘54       |
| 41  | Лесничье         | посёлок                       | ↗4        |
| 42  | Липки            | посёлок                       | ↗125      |
| 43  | Лужки            | посёлок                       | ↘251      |
| 44  | Львовское        | посёлок                       | ↘586      |
| 45  | Малая Дубровка   | посёлок                       | ↘57       |
| 46  | Малое Путятино   | посёлок                       | ↗27       |
| 47  | Мальцево         | посёлок                       | ↘467      |
| 48  | Медведевка       | посёлок                       | ↘66       |
| 49  | Междулесье       | посёлок                       | ↘5        |
| 50  | Межречье         | посёлок                       | ↘1        |
| 51  | Минское          | посёлок                       | ↘8        |
| 52  | Мошенское        | посёлок                       | ↗15       |
| 53  | Нагорное         | посёлок                       | ↘0        |
| 54  | Некрасово        | посёлок                       | ↘76       |
| 55  | Николаевка       | посёлок                       | ↘34       |
| 56  | Нилово           | посёлок                       | ↘375      |
| 57  | Ново-Гурьевское  | посёлок                       | ↘449      |
| 58  | Ново-Славянское  | посёлок                       | ↘55       |
| 59  | Новостроево      | посёлок                       | ↘613      |
| 60  | Огородное        | посёлок                       | ↘108      |
| 61  | Озёрск           | город, административный центр | ↗4321     |
| 62  | Олёхово          | посёлок                       | ↗348      |
| 63  | Опоченское       | посёлок                       | ↘27       |
| 64  | Опушки           | посёлок                       | ↘6        |
| 65  | Осипенко         | посёлок                       | ↘19       |
| 66  | Отрадное         | посёлок                       | ↗120      |
| 67  | Павлово          | посёлок                       | ↘7        |
| 68  | Пески            | посёлок                       | ↘17       |
| 69  | Плавни           | посёлок                       | ↘89       |
| 70  | Пограничное      | посёлок                       | ↘48       |
| 71  | Поречье          | посёлок                       | ↘0        |
| 72  | Порховское       | посёлок                       | ↘15       |
| 73  | Праслово         | посёлок                       | ↘35       |
| 74  | Прудное          | посёлок                       | ↘25       |
| 75  | Псковское        | посёлок                       | ↗167      |
| 76  | Резниково        | посёлок                       | ↘75       |
| 77  | Речкалово        | посёлок                       | ↘28       |
| 78  | Россошанка       | посёлок                       | ↘16       |
| 79  | Рубиновка        | посёлок                       | →2        |
| 80  | Ручейки          | посёлок                       | ↗26       |
| 81  | Рязанское        | посёлок                       | ↘69       |
| 82  | Садовое          | посёлок                       | ↘603      |
| 83  | Садовое          | посёлок                       | ↘115      |
| 84  | Себежское        | посёлок                       | ↘1        |
| 85  | Славкино         | посёлок                       | ↘59       |
| 86  | Смирново         | посёлок                       | ↗51       |
| 87  | Солнечное        | посёлок                       | ↗44       |
| 88  | Столбовое        | посёлок                       | ↘7        |
| 89  | Суворовка        | посёлок                       | ↘260      |
| 90  | Тихомировка      | посёлок                       | ↘14       |
| 91  | Ульяновское      | посёлок                       | ↘48       |
| 92  | Ушаково          | посёлок                       | ↘120      |
| 93  | Филипповка       | посёлок                       | ↘7        |
| 94  | Чернышевка       | посёлок                       | ↘20       |
| 95  | Чистополье       | посёлок                       | ↘406      |
| 96  | Шилово           | посёлок                       | ↗11       |
| 97  | Шишково          | посёлок                       | ↘155      |
| 98  | Шматовка         | посёлок                       | ↘16       |
| 99  | Шувалово         | посёлок                       | ↗114      |
| 100 | Юдино            | посёлок                       | ↗456      |
| 101 | Яблоновка        | посёлок                       | ↘182      |

## Экономика
Главная отрасль экономики — сельское хозяйство. до 2005 года функционировал завод по производству автомобильных свечей зажигания, продукция которого имели широкое потребление как в России, так и за рубежом. Действует Озёрская ГЭС на реке Анграпе, созданная в 1880 году и реконструированная в 2000 году.

### Промышленность
Крупнейшие производители промышленной продукции на территории муниципального образования
- ООО «Озерский хлеб» — хлебобулочные изделия
- ООО «Озерский универсал» — кондитерские изделия.

Кроме того, ведут деятельность малые предприятия
- ООО «Эстетикацентр», ИП Бразаускане — производство мебели;
- ООО «Модульные Системы Балтики» — по производство металлоизделий;
- ООО «ТехКартон» — производство картонных гильз;
- ИП Викторов — деревообработка.

### Сельское хозяйство
Основные направления сельского хозяйства — выращивание зерна и животноводство (КРС, свиноводство).
Производство сельскохозяйственной продукции до 2012 года постоянно снижалось. Сокращалось поголовье скота, сокращалась посевная площадь под зерновые. Незначительно увеличивалась лишь площадь посевов под рапс.
В 2012 году на территории округа начали деятельность три крупные холдинговые компании — ООО частный конный завод «Веедерн», ООО «Калининградская Мясная Компания», ООО «БалтАгроКорм». Благодаря их инвестициям посевные площади под зерновыми и кормовыми культурами начали стабильно расти.
Основу сельского хозяйства округа составляют 7 организаций различных форм собственности, 10 крестьянско-фермерских хозяйств и индивидуальных предпринимателей. В сельскохозяйственном производстве занято более 600 человек, что составляет 6,5 % трудоспособного населения, проживающего в сельской местности.
Кроме того, существует около 3,5 тысяч личных подсобных хозяйств. Доля ЛПХ в общем производстве сельскохозяйственной продукции округа очень высока (более 40 %). В производстве картофеля она составляет 80 %, в производстве овощей, мяса птицы и яиц — 99 %.
Основные проблемы сельского хозяйства Озёрского округа — низкий уровень производительности труда, отсутствие передовых и интенсивных технологий. Сельскохозяйственная техника — старая, животноводческие помещения требуют реконструкции и модернизации.

### Строительство
Общая площадь жилых помещений, приходящаяся в среднем на одного человека, в 2014 году составляла 23,1 м²., в том числе введенная в действие за 2014 год — 0,03 м².
Новое строительство в течение последних лет ведется только индивидуальными застройщиками. Социальное жилье в 2014 году в строй не вводилось. Доля получивших жилье в общей численности населения, состоящего на учёте в качестве нуждающегося в жилых помещениях в 2014 году, — 0 %.
Уровень доходов населения и бюджет муниципального образования не позволяют строить новые жилые и промышленные объекты.

## Достопримечательности
В Озёрском районе в 1880 году построена гидроэлектростанция, благодаря которой в городе появилось первое в Восточной Пруссии электрическое уличное освещение. В 2000 году гидроэлектростанция восстановлена, а 9 сентября 2006 года в центре города установлен памятник первому фонарю.
В 2008 году построен лыжный спуск с использованием искусственного снега близ посёлка Ново-Гурьевское.
В селе Ульяновское расположен Дворец Кляйн Байнунен, выполненный в стиле классицизм.